# Адміністративний поділ Естонії
Адміністративними одиницями Естонії є повіт (maakond), волость (сільський муніципалітет) (vald) та місто (міський муніципалітет) (linn).
Територія Естонії поділена на 15 повітів. В свою чергу, повіти поділяються на міські муніципалітети та волості. Адміністративна реформа 2017 року зменшила кількість міських муніципалітетів та волостей — до 2017 року налічувалося 32 міські муніципалітети та 185 волостей. З 2017 року стало 15 міських муніципалітетів (4 з яких об'єднано із колишніми сільськими волостями і у їх складі є сільські поселення — Пайде Пярну, Тярте та Хаапсалу і 11, які мають у своєму складі єдине міське поселення) та 64 волості. 

## Повіти Естонії

Повіти Естонії

| Герб | Назва         | Назва              | Код ISO 3166-2 | Населення, тис.ос. (1.01.2015) | Територія, тис.км² | Щільність, осіб/км² | Адмін. центр |
| Герб | укр.          | ест.               | Код ISO 3166-2 | Населення, тис.ос. (1.01.2015) | Територія, тис.км² | Щільність, осіб/км² | Адмін. центр |
| ---- | ------------- | ------------------ | -------------- | ------------------------------ | ------------------ | ------------------- | ------------ |
|      | Валгамаа      | Valga maakond      | EE-82          | 29,944                         | 2,044              | 14,6                | Валґа        |
|      | Вільяндімаа   | Viljandi maakond   | EE-84          | 47,010                         | 3,422              | 13,7                | Вільянді     |
|      | Вирумаа       | Võru maakond       | EE-86          | 33,172                         | 2,305              | 14,4                | Виру         |
|      | Гар'юмаа      | Harju maakond      | EE-37          | 575,601                        | 4,333              | 132,8               | Таллінн      |
|      | Гіюмаа        | Hiiu maakond       | EE-39          | 8,582                          | 1,023              | 8,4                 | Кярдла       |
|      | Іда-Вірумаа   | Ida-Viru maakond   | EE-44          | 147,597                        | 3,364              | 43,9                | Йихві        |
|      | Йиґевамаа     | Jõgeva maakond     | EE-49          | 30,841                         | 2,604              | 11,8                | Йиґева       |
|      | Ляенемаа      | Lääne maakond      | EE-57          | 24,070                         | 2,383              | 10,1                | Хаапсалу     |
|      | Ляене-Вірумаа | Lääne-Viru maakond | EE-59          | 59,039                         | 3,465              | 17,0                | Раквере      |
|      | Пилвамаа      | Põlva maakond      | EE-65          | 27,438                         | 2,165              | 12,7                | Пилва        |
|      | Пярнумаа      | Pärnu maakond      | EE-67          | 82,349                         | 4,807              | 17,1                | Пярну        |
|      | Рапламаа      | Rapla maakond      | EE-70          | 34,436                         | 2,980              | 11,6                | Рапла        |
|      | Сааремаа      | Saare maakond      | EE-74          | 31,706                         | 2,922              | 10,9                | Курессааре   |
|      | Тартумаа      | Tartu maakond      | EE-78          | 151,377                        | 2,993              | 50,6                | Тарту        |
|      | Ярвамаа       | Järva maakond      | EE-51          | 30,109                         | 2,623              | 11,5                | Пайде        |